# Chisocheton warburgii
Chisocheton warburgii är en tvåhjärtbladig växtart som beskrevs av Hermann August Theodor Harms. Chisocheton warburgii ingår i släktet Chisocheton och familjen Meliaceae. Inga underarter finns listade i Catalogue of Life.